# Jupiteria pontonia
Jupiteria pontonia – gatunek małża morskiego należącego do podgromady pierwoskrzelnych.
Występuje na głębokości od 1485 do 3050 metrów.
Są rozdzielnopłciowe, bez zaznaczonych różnic płciowych w budowie muszli. Odżywiają się planktonem oraz detrytusem.
Występuje na terenie Galapagos, Panamy.